# 奈克斯特系统公司

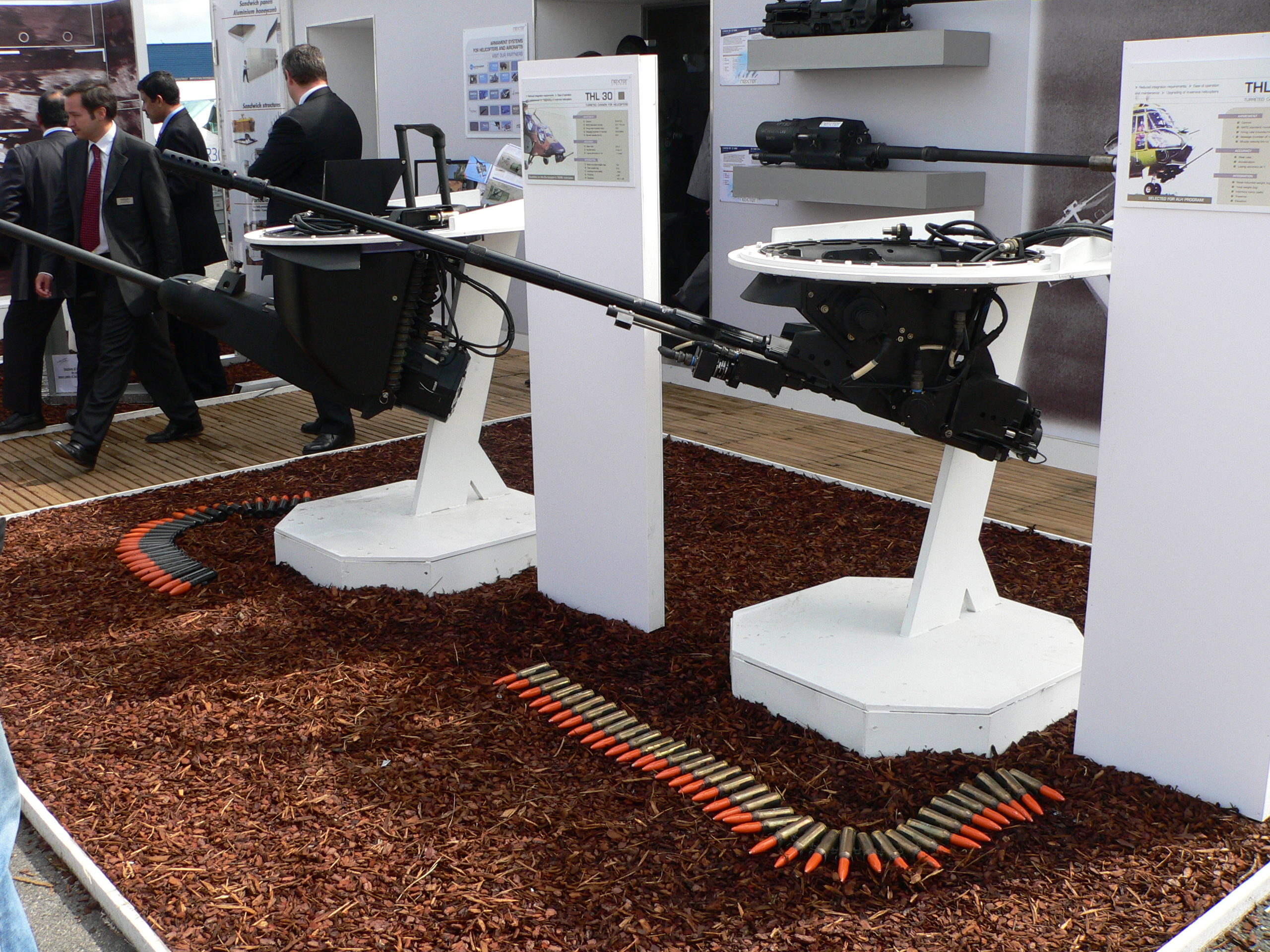
奈克斯特展览

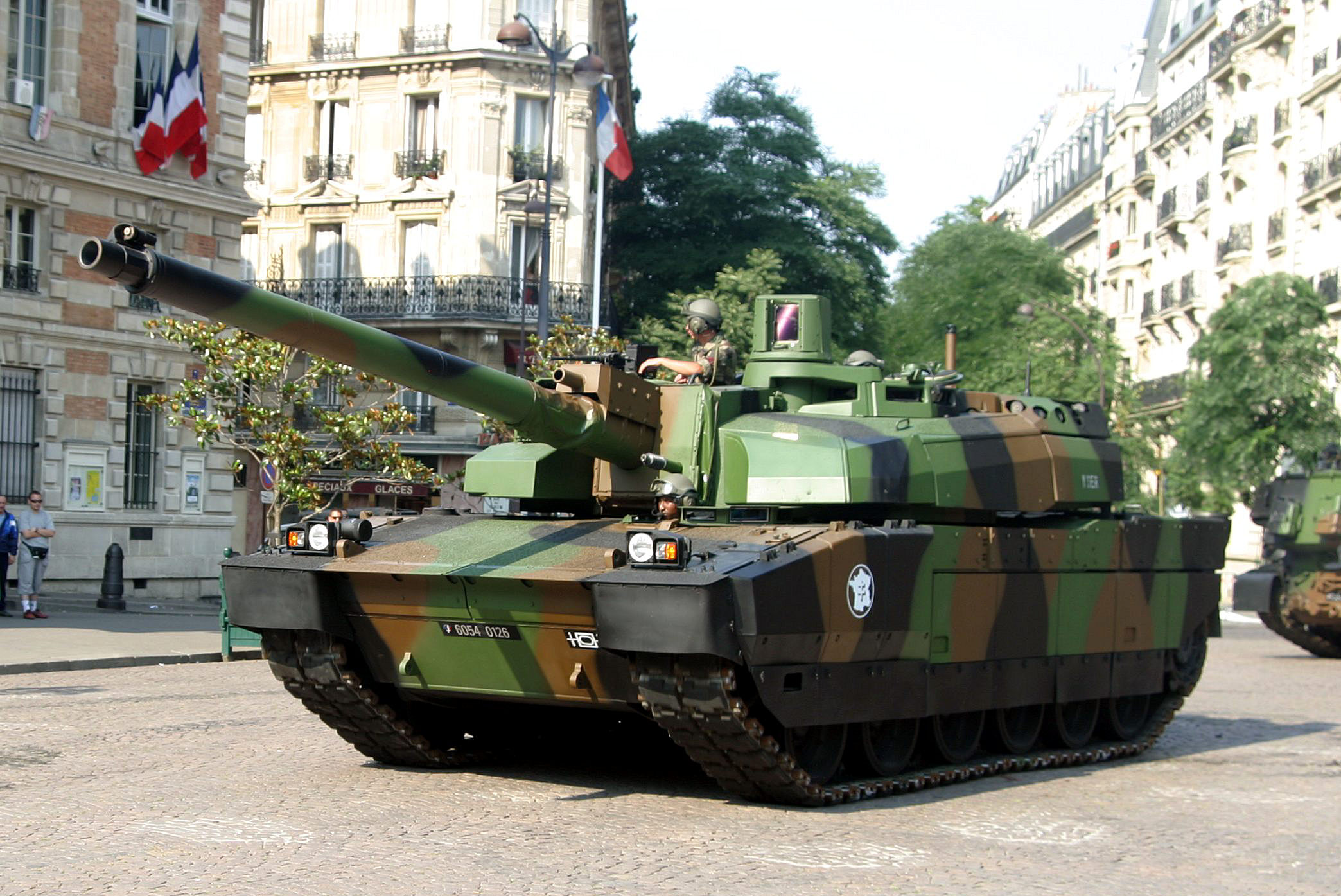
勒克莱尔主战坦克

奈克斯特系统公司（以前称为或 ，Army Industries Group）是一家法国政府拥有的武器制造商，总部位于卢瓦尔省的罗阿纳。

## 集团架构
奈克斯特集团分为几个较小的实体，其中主要实体是 Nexter Systems。下属公司有：
- 耐克斯特弹药
- 耐克斯特机械
- 耐世特电子
- 耐世特机器人
- 耐克斯特培训
- 选项系统（OptSys）
- NBC系统
- 欧洲避难所（Euro-Shelter）
- 梅卡（Mecar）
- 西梅尔·迪费萨（Simmel Difesa）

## 历史
GIAT集团（法语：The Groupement Industriel des Armaments Terrestres）成立于1973年，结合了法国国防部陆军武器技术方向的工业资产。该公司于 1991 年被收归国有。 2006 年 9 月 22 日，GIAT 成为新公司 Nexter 的核心。 
多年来，GIAT 一直在努力扭亏为盈。公司亏损经营。 审计法院  2001 年报告和国民议会的 2002 年报告将情况描述为危急。 2004 年 4 月，董事会向公众公布了一份财务报表，显示利润达数亿欧元。这主要是由于出口销售增加，以及勒克莱尔主战坦克和其他几个装甲平台的现代化。然而，对阿联酋的销售是通过向中介机构支付 2 亿美元来完成的。 
2006 年，THL-20 炮塔被印度斯坦航空有限公司选中用于HAL 轻型战斗直升机，结合了 20 毫米M621 机炮。 
Nexter 与BAE Systems成立了一家合资企业CTA International ，以开发和制造 40 枚弹壳伸缩武器系统和弹药 毫米口径。
Nexter 继续生产几种前 GIAT 小型武器、大炮和反装甲武器。一种这样的武器是黄蜂58反坦克火箭筒 ，一种低成本的单人反装甲/攻击武器系统。

### 与KMW合并
2015 年，Nexter 和 Krauss-Maffei 在单一结构下合并。新的KMW+Nexter Defense Systems (KNDS) 将成为欧洲陆地防御领域的领导者，拥有 6,000 多名员工。监事会任命 Nexter Systems 的新任首席执行官 Stéphane Mayer 和 KMW 执行委员会主席 Frank Haun 为控股公司的首席执行官。 

## 产品
奈克斯特为法国军队和其他国家军队设计和制造军用防护车辆：
- Véhicule de l'Avant Blindé （VAB装甲运兵车）；
- Nexter Aravis - 防地雷伏击防护车；
- Nexter Titus轮式防雷车；
- VBMR Griffon装甲运兵车VMBR-L Serval和EBRC美洲豹

由于开发了几种大口径火炮，该公司还在战斗和火炮车辆领域获得了巨大影响：
- 勒克莱尔主战坦克；
- 凯撒- 155 毫米轮式自行榴弹炮；
- VBCI （Véhicule blindé de combat d'infanterie）轮式装甲步兵战车；
- LG1 Mark II 105 毫米牵引榴弹炮；
- TRF1 155 毫米牵引榴弹炮
- GCT 155mm自行火炮
- AMX-10 遥控坦克歼击车

以及几种用于中型和大口径武器的弹药：
- 120 毫米弹药
- 155 毫米弹药
- 坦克弹药
- 40 毫米弹药

Nexter/Giat 还生产各种武器：
- FAMAS突击步枪；
- M621 20毫米加农炮（英语：M621 cannon）
- FR F2狙击步枪；
- 20 毫米型号 F2 枪；
- M811 25 毫米机炮；
- APILAS反坦克火箭发射器；
- 黄蜂58轻型反装甲武器；
- Armes de Défense Rapprochée 个人防御武器；
- GIAT 30机载转轮手枪；